# أكمة السفلى (القفر)
اكمه السفلى (القفر)

تعديل مصدري - تعديل

اكمه السفلى محلة تابعة لقرية بني مهدي، التابعة لعزلة بني مبارز بمديرية القفر إحدى مديريات محافظة إب في الجمهورية اليمنية، بلغ تعداد سكانها 34 حسب تعداد اليمن لعام 2004.